# Acanthostracion polygonium
Acanthostracion polygonium là một loài cá biển thuộc chi Acanthostracion trong họ Cá nóc hòm. Loài này được mô tả lần đầu tiên vào năm 1876.

## Từ nguyên
Từ định danh polygonium được ghép bởi hai âm tiết trong tiếng Hy Lạp cổ đại: polús (πολύς; “nhiều”) và gṓnios (γώνιος; “góc cạnh”), hàm ý đề cập đến các hoa văn lục giác (mà Poey gọi là đa giác) trên cơ thể của loài này.

## Phân bố và môi trường sống
A. polygonium có phân bố rộng rãi ở Tây Đại Tây Dương, từ bang New Jersey (Hoa Kỳ) và Bermuda trải dài về phía nam, băng qua biển Caribe đến Brasil, bao gồm quần đảo Fernando de Noronha và đảo Trindade xa bờ (thưa thớt hơn ở vịnh México).
A. polygonium sống xung quanh rạn san hô và mỏm đá, và cũng được tìm thấy ở khu vực cửa sông, độ sâu đến ít nhất là 80 m.

## Mô tả
Chiều dài cơ thể lớn nhất được ghi nhận ở A. polygonium là 50 cm, nhưng thường gặp với kích thước khoảng 25 cm. Cá có nhiều màu sắc khác nhau (xanh lục lam, vàng lục, xanh lục nâu) với hoa văn lục giác như tổ ong. Mỗi mắt có một ngạnh nhô ra ở trên. Vây đuôi có hình quạt. Cá con có màu tươi hơn cá trưởng thành, đỏ cam với các chấm đen. Răng có hình nón, thường ít hơn 15 cái ở mỗi hàm.
Số tia vây ở vây lưng: 10; Số tia vây ở vây hậu môn: 10; Số tia vây ở vây ngực: 11–12.

## Sinh thái
A. polygonium thường sống đơn độc, nếu sống thành nhóm thì gồm 3 cá thể, bao gồm một con đực và hai con cái trong hậu cung. Thức ăn của chúng là hải miên, hải tiêu, san hô mềm, chân bụng và tôm.
Khi hai con đực cạnh tranh nhau, chúng liên tục nhấp nháy đổi màu xanh lam óng trên thân như nóc hòm Lactoria diaphana.

## Thương mại
Tuy được ghi nhận là có thể gây ngộ độc ciguatera, A. polygonium vẫn được tiêu thụ như một loài hải sản, thường là làm những món nướng. A. polygonium cũng là một loài thành phần trong ngành thương mại cá cảnh.